# ماکسیموو
ماکسیموو (انگلیسی: Maximovo) یک شهرک در شهرستان یانائولسکی استان باشقیرستان کشور روسیه است.